# فرقة سفر
فرقة موسيقية سورية مستقلة تضم مجموعة من الموسيقيين. تأسست فرقة سفر في عام 1999-2000 على يد وافي عباس وشادي الصفدي. تملك الفرقة العديد من الأعمال الأصلية أبرزها أغنية يا ويل ويلي. تسعى الفرقة إلى إحياء التراث الموسيقي للمنطقة برؤية حديثة. يشغل الفنان السوري شادي الصفدي دور المغني الرئيسي للفرقة.